# Jan Lenart

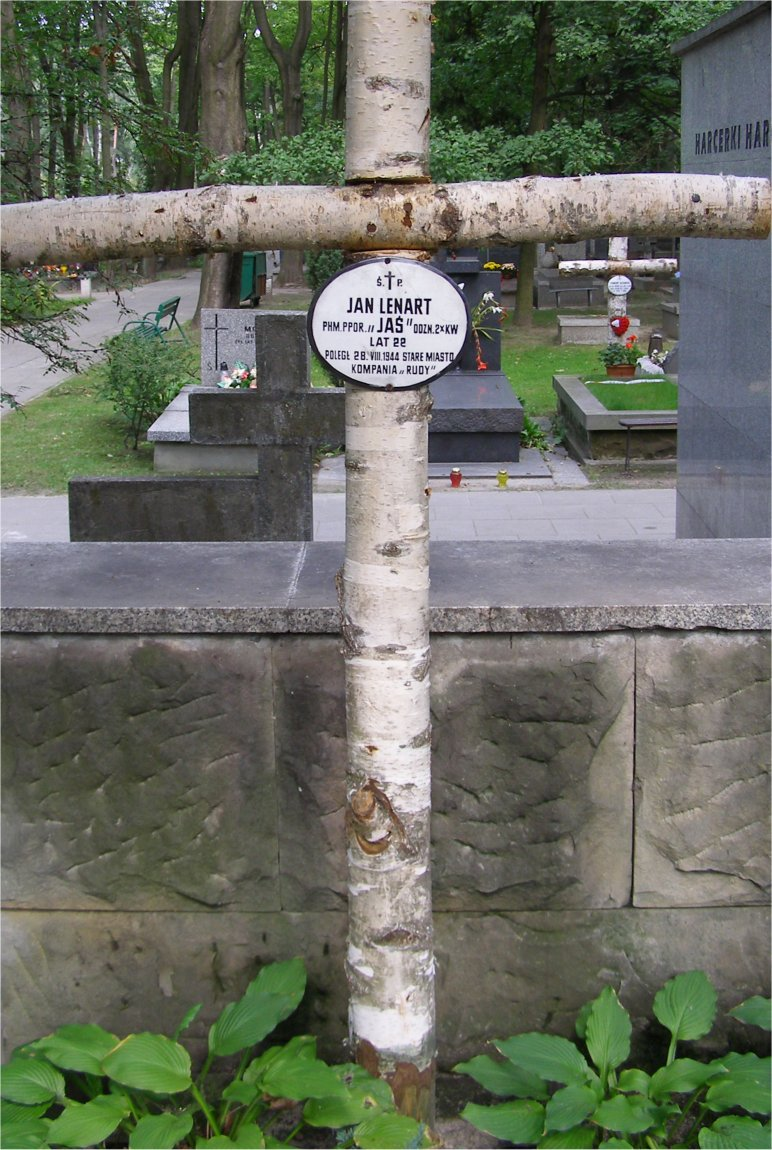
Mogiła na Powązkach

Jan Lenart ps. Jaś (ur. 16 listopada 1921 w Warszawie, zm. 28 sierpnia 1944 tamże) – podharcmistrz, podporucznik, uczestnik powstania warszawskiego jako dowódca II plutonu „Alek" w 2. kompanii „Rudy” batalionu „Zośka” Armii Krajowej.

## Życiorys
Syn Bonawentury Lenarta – legionisty I Brygady, profesora warszawskiej Akademii Sztuk Pięknych i Pauliny z Dederków, wnuk powstańca styczniowego. Brat podporucznika Wojciecha, który również poległ jako powstaniec. Siostrzeniec Mariana Dederki, kuzyn Witolda, krewny biskupa Jakuba Ignacego.

Urodził się i dzieciństwo spędził w Wilnie, gdzie jego ojciec kierował Pracownią Doświadczalną Liternictwa, Drukarstwa i Introligatorstwa Wydziału Sztuk Pięknych Uniwersytetu Wileńskiego. W 1943 roku ukończył I Państwowe Gimnazjum i Liceum im. Stefana Batorego w Warszawie. Następnie rozpoczął studia na Wydziale Architektury Politechniki Warszawskiej. 
W czasie okupacji niemieckiej Jan Lenart działał w konspiracji. Ukończył Szkołę Podchorążych Rezerwy Piechoty Agricola. Brał udział w akcjach:
- Akcja Wilanów - (był w grupie posterunek I, likwidującej żandarmerię niemiecką oraz policję granatową)
- Tłuszcz-Urle (grupa III ataku; wykolejenie i ostrzelanie niemieckiego pociągu)
- Par. 1 (baza leśna)

W powstaniu warszawskim walczył na Woli i Starym Mieście. Po śmierci Andrzeja Makólskiego objął dowództwo II plutonu „Alek”. Poległ 28. dnia powstania warszawskiego w walkach przy ul. Franciszkańskiej 12 na Starym Mieście. Miał 22 lata. Został dwukrotnie odznaczony Krzyżem Walecznych. Jego ciało odnaleziono dopiero w 1950 r. Pochowany w kwaterach żołnierzy i sanitariuszek batalionu „Zośka” na Powązkach Wojskowych w Warszawie (kwatera A20-2-29).